# 大字陣原
大字陣原（おおあざじんのはる）は福岡県北九州市八幡西区の大字。住居表示未実施。郵便番号は807-0821。

## 地理
八幡西区の北部西側に位置し、北に瀬板、東に樋口町、南東に森下町，大字穴生、南から西に大字則松、西に則松と接する。

## 地域の特徴
かつて遠賀郡陣原村と呼ばれていた地域のうち、宅地化されずに残った部分であり、町域は瀬板の森公園と瀬板の森北九州ゴルフコース内にある。

## 歴史

### 沿革
- 1878年（明治11年）11月1日 - 郡区町村編制法の福岡県での施行により、行政区画としての遠賀郡が発足。遠賀郡陣原村となる。
- 1889年（明治22年）4月1日 - 町村制施行により、永犬丸村、則松村、本城村、折尾村、陣原村の5村が合併し、洞南村が発足。陣原村は洞南村大字陣原となる。
- 1904年（明治37年）7月1日 - 洞南村が改称し、折尾村が発足。洞南村大字陣原は折尾村大字陣原となる。
- 1918年（大正7年）12月15日 - 折尾村が町制施行し、折尾町が発足。折尾村大字陣原は折尾町大字陣原となる。
- 1944年（昭和19年）12月8日 - 折尾町が八幡市に編入。折尾町大字陣原は八幡市大字陣原となる。
- 1963年（昭和38年）2月1日 - 八幡市、戸畑市、小倉市、若松市、門司市の5市が合併し、北九州市が発足。八幡市大字陣原は北九州市八幡区大字陣原となる。
- 1963年（昭和38年）4月1日 - 北九州市が政令指定都市に指定され、八幡区、戸畑区、小倉区、若松区、門司区の5区を設置。北九州市八幡区大字陣原は北九州市八幡区大字陣原となる。
- 1966年（昭和41年） - 大字陣原の一部が陣原一丁目・三丁目・四丁目になる[4]。
- 1973年（昭和48年）6月1日 - 大字陣原の一部が穴生一丁目 - 四丁目，陣原一丁目 - 五丁目，樋口町になる[5]。
- 1974年（昭和49年）4月1日 - 八幡区が八幡西区と八幡東区に分かれ、北九州市八幡西区大字陣原となる[6]。
- 1974年（昭和49年）4月1日 - 大字陣原の一部が夕原町になる[7]。
- 1979年（昭和54年）6月1日 - 大字陣原の一部が瀬板一丁目 - 二丁目になる[8]。

## 世帯数と人口
2025年（令和7年）3月31日現在（北九州市発表）の世帯数と人口は以下の通りである。
| 大字     | 世帯数 | 人口 |
| -------- | ------ | ---- |
| 大字陣原 | - 世帯 | - 人 |

### 人口の変遷
国勢調査による人口の推移。
| 1995年（平成7年）  | - 人  | [ 9 ]  |  |
| 2000年（平成12年） | 19 人 | [ 10 ] |  |
| 2005年（平成17年） | 18 人 | [ 11 ] |  |
| 2010年（平成22年） | 15 人 | [ 12 ] |  |
| 2015年（平成27年） | - 人  | [ 13 ] |  |
| 2020年（令和2年）  | - 人  | [ 14 ] |  |

### 世帯数の変遷
国勢調査による世帯数の推移。
| 1995年（平成7年）  | - 世帯 | [ 9 ]  |  |
| 2000年（平成12年） | 5世帯  | [ 10 ] |  |
| 2005年（平成17年） | 5世帯  | [ 11 ] |  |
| 2010年（平成22年） | 4世帯  | [ 12 ] |  |
| 2015年（平成27年） | - 世帯 | [ 13 ] |  |
| 2020年（令和2年）  | - 世帯 | [ 14 ] |  |

## 施設

### 娯楽施設
- 瀬板の森北九州ゴルフコース

### 公園
- 瀬板の森公園